# Houilles
Houilles é uma comuna francesa, do departamento de Yvelines, na região Île-de-France, em França, situada a aproximadamente 8 km a leste de Saint-Germain-en-Laye e a 8 km a noroeste de Paris.
Os habitantes são oficialmente chamados ovillois e ovilloises desde 1943 por neologismo criado por uma personalidade local, Renée Louis. Anteriormente eram chamados houillons, nome com forte conotação em francês.

## Geografia
A comuna de Houilles, quase totalmente urbanizada, encontra-se numa curva do rio Sena. Limita com Sartrouville a noroeste, Bezons a leste, e Carrières-sur-Seine a sudoeste. Situa-se a 8 km a noroeste de Paris e estende-se sobre 441 hectares.
Ela tem ligação, através da estrada departamental D308, com Paris e Poissy, e através da estrada departamental D311 com Saint-Germain-en-Laye e via a linha ferroviária Paris-Saint-Lazare-Rouen na qual circulam também as RER A. A gare de Houilles - Carrières-sur-Seine é o ponto de junção entre a linha SNCF vindo da gare Saint-Lazare (Paris) e a do RER vindo de La Défense. 

## Toponímia
O nome Houilles seria uma deformação de ouailles, derivado do latim, oviles (ovelha), do nome da planície onde se desenrolava as caças reais e onde as ovelhas eram  criadas. Uma outra explicação seria que a palavra vem de "Hollies" (Eole) porque a parte norte-leste da vila esta em altura e exposta aos ventos.

## História

Brasão de Houilles

O sitio já era habitado na época merovingiana.
As bases da igreja católica Saint-Nicolas remontam ao século XII e a sua estrutura foi profundamente remodelada durante o século XIX.
No século XVI, a aldeia estava fortificada com uma muralha comportando quatro portas.
A pedra foi explorada durante alguns tempos nos finais do século XVI mas a atividade não perdurou. As pedreiras desafetadas serviram então para o cultivo de cogumelos. A atividade durou até a época moderna.
No século XVII, caças reais aconteciam na planície.
A chegada da ferrovia em 1841 muda por completo a aldeia. Passando do estatuto de campo ao de arredores de Paris, Houilles vê a sua população crescer regularmente até ao final da década de 1960.

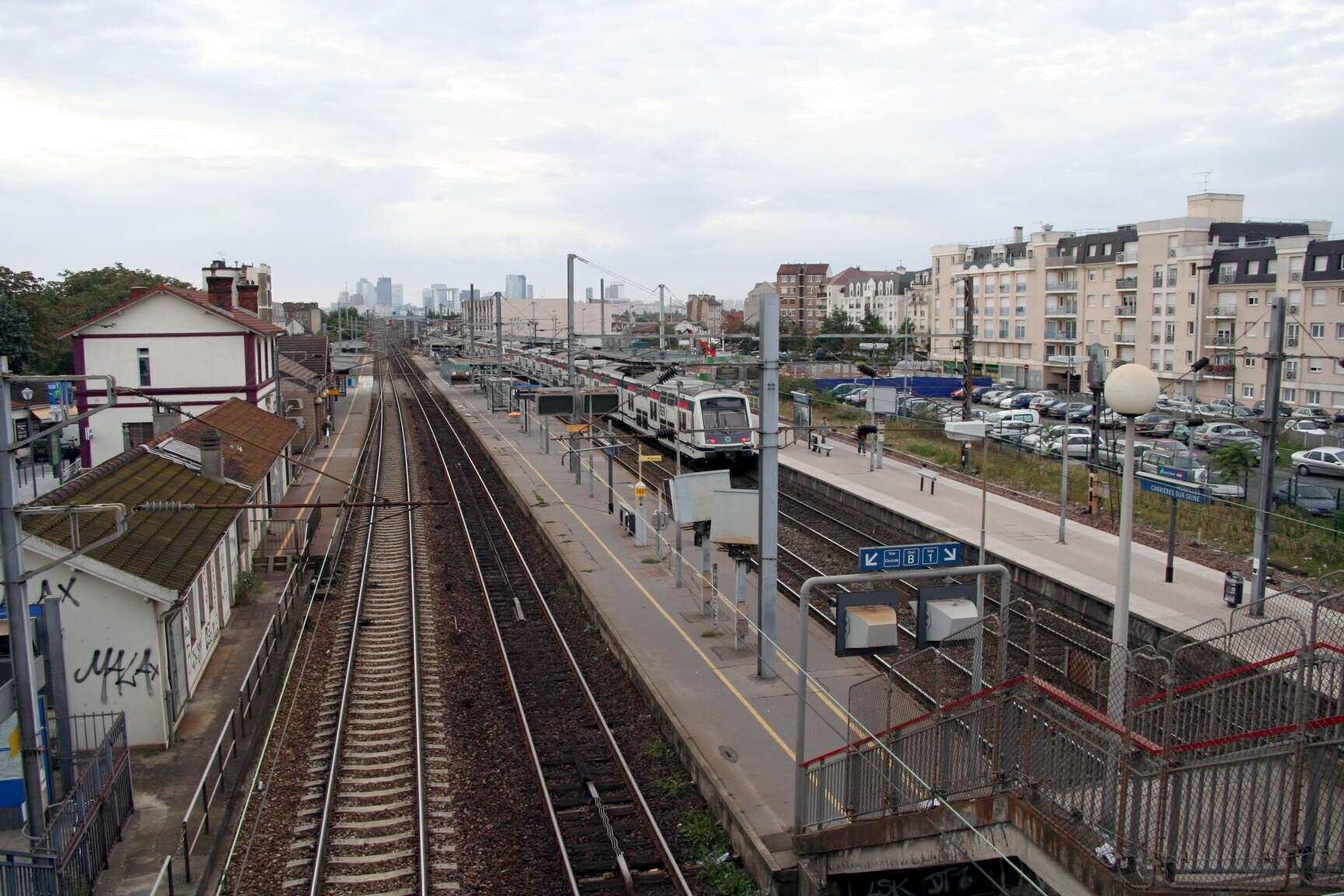
A estação. Vê-se no horizonte as torres de La Défense

## Demografia
Seguindo os censos, Houilles contava com 31 142 habitantes em 2009.
| 1793  | 1800  | 1806  | 1821  | 1831  | 1836  | 1841  | 1846  | 1851  |
| ----- | ----- | ----- | ----- | ----- | ----- | ----- | ----- | ----- |
| 1 651 | 1 290 | 1 144 | 1 227 | 1 265 | 1 191 | 1 156 | 1 230 | 1 185 |

| 1856  | 1861  | 1866  | 1872  | 1876  | 1881  | 1886  | 1891  | 1896  |
| ----- | ----- | ----- | ----- | ----- | ----- | ----- | ----- | ----- |
| 1 203 | 1 275 | 1 433 | 1 256 | 1 407 | 1 737 | 1 961 | 2 331 | 2 780 |

| 1901  | 1906  | 1911  | 1921   | 1926   | 1931   | 1936   | 1946   | 1954   |
| ----- | ----- | ----- | ------ | ------ | ------ | ------ | ------ | ------ |
| 3 824 | 4 946 | 7 092 | 10 274 | 15 153 | 19 078 | 19 799 | 20 610 | 22 974 |

| 1962 | 1968   | 1975   | 1982   | 1990   | 1999   | - | - | - |
| --- | ------ | ------ | ------ | ------ | ------ | - | - | - |
| 26 370 | 29 338 | 30 345 | 29 537 | 29 650 | 30 160 | - | - | - |
| Para os censos de 1962 a 2006 a população legal corresponde à popolução sem duplicidades, segundo define o INSEE. |        |        |        |        |        |   |   |   |